# حمام قدیم هرمود مهر خوی
حمام قدیم هرمود مهر خوی مربوط به سده‌های متاخر دوران‌های تاریخی پس از اسلام است و در شهرستان لارستان، بخش مرکزی، دهستان حومه، روستای هرمود مهرخوی واقع شده و این اثر در تاریخ ۱۸ شهریور ۱۳۸۷ با شمارهٔ ثبت ۲۳۳۶۷ به‌عنوان یکی از آثار ملی ایران به ثبت رسیده است.